# 콘센트

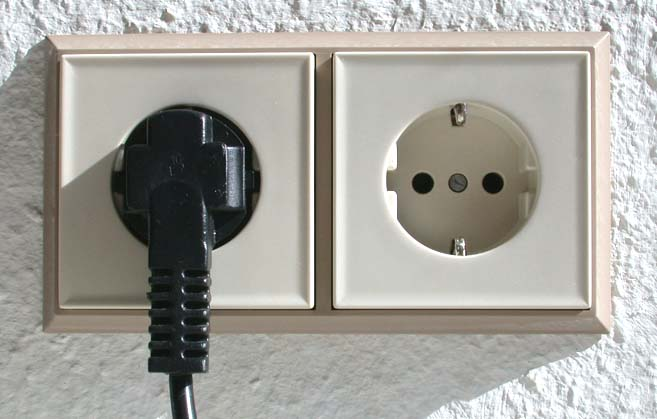
콘센트, 왼쪽에 플러그가 꽂혀 있다. (F형)

콘센트는 보통 전기를 공급받기 위한 일종의 어댑터로 플러그를 끼워 전기를 연결한다. 대한민국과 유럽연합, 독립국가연합, 터키, 러시아, 몽골에서는 C,F (Schuko-CEE 7/7 plug KS C8305) 형태 콘센트가 많이 쓰인다.

## 용어
정확한 명칭은 "전기 소켓"이다. “컨센트릭 플러그”(영어: concentric plug, /kənˈsɛntrɪk plʌg/)를 줄인 일본어 “콘센토”(일본어: コンセント)가 한국에 들어와 줄곧 쓰이고 있다. 영어권에서는 “아웃렛”(영어: electrical outlet or wall outlet), receptacle 따위로 부른다. 한국어 순화어로 꽂개집이 있다.

## 쓰이는 종류

나라별 전압 / 주파수

나라별 플러그 종류

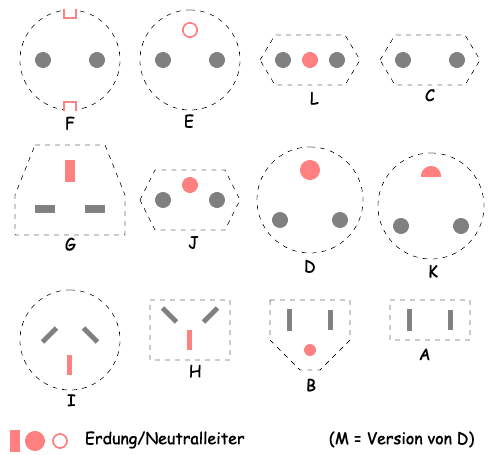
타입별 콘센트

- A, B 타입 : 아메리카, 일본, 대만 표준 (오븐 및 드라이어 콘센트). 주로 100~127V의 전압이 사용되는데, 미국 본토는 대개 120V, 일본은 유일하게 100V를 사용. 그 외의 지역은 110V, 115V, 120V, 127V 등 다양하게 나뉜다. A, B타입을 혼용하면서도 100V대가 아닌 200V대의 전압을 사용하는 곳도 있다. (레바논, 라오스, 베트남, 필리핀, 페루, 파라과이, 니제르 등.)
- C, E, F 타입 : E / F 하이브리드 - EU 표준
- D, M 타입 : 인도-남아공
- J 타입 : 스위스, 요르단, 마다가스카르, 르완다 / 접지봉이 없는 것은 C,E,F 도 부분 호환
- K 타입 : 덴마크 표준 마다가스카르, 세네갈, 기니  C,E,F도 호환
- L 타입 : 이탈리아, 칠레, 우루과이, 시리아, 리비아, 에티오티아, 에리트리아 / 접지봉이 없는 것은 C,E,F도 호환
- I 타입 : 중국, 오세아니아, 아르헨티나
- G 타입 : 영국, 홍콩, 마카오, 말레이연방
- H 타입 : 이스라엘
- N 타입 : IEC 60906-1 남아공, 레소토, 브라질

## 세계
전 세계적으로 전압과 주파수에는 두 개의 기본 표준이 있다.
- 북아메리카 표준 : 플러그 A와 플러그 B를 사용하며 60 Hz의 120 볼트에 상응
- 유럽 표준 : 플러그 C에서 M까지를 사용하며 50 Hz의 220-240 볼트에 상응

이러한 차이는 역사적인 원인이 있는데 더 자세한 정보를 보려면 상용 전원(영문)을 참고하라.
각기 다른 대륙의 국가들은 이 두 개의 전압 표준 가운데 하나를 채택하고 있지만 일부 국가에서는 혼합된 표준을 이용하기도 한다. 오른쪽 그림에 보이는 지도는 전 세계에 쓰이는 플러그 종류, 전압, 주파수, 컬러 코드를 보여주고 있다.

## 플러그
플러그(영어: plug)는 콘센트에 끼워 전기를 연결하는 접속기구를 말하며, 꽂개를 순화어로 쓴다.

## 멀티탭
멀티탭(영어: multi-tab)은 전기 기구 플러그 여러 개를 한 번에 꽂아 쓸 수 있게 만든 이동식 콘센트다. 한국어식 영어로, 모둠꽂이를 순화어로 쓴다. 영어권에서는 “파워스트립”(영어: power strip)으로 부른다.